# Luiz Gustavo
Luiz Gustavo Dias (sinh ngày 23 tháng 7 năm 1987) là một cầu thủ bóng đá người Brasil. Anh thường chơi ở vị trí tiền vệ phòng ngự cho câu lạc bộ Al-Nassr tại Giải Vô địch quốc gia Ả Rập Xê Út. Anh ấy bắt đầu sự nghiệp của mình ở vị trí hậu vệ trái, nhưng chủ yếu chơi ở vị trí tiền vệ phòng ngự và cả trung vệ.
Từ năm 2007 đến năm 2017, anh ấy chơi ở Đức, nơi anh ấy chơi cho các đội 1899 Hoffenheim, Bayern Munich và Wolfsburg, có 245 lần ra sân ở Bundesliga và ghi được 15 bàn thắng. Anh ấy đã giành được sáu danh hiệu trong thời gian ở trong nước, bao gồm cả UEFA Champions League 2012–13 với Bayern Munich.
Là một cầu thủ quốc tế với hơn 40 lần khoác áo kể từ khi ra mắt vào năm 2011, Luiz Gustavo đã đại diện cho Brazil khi họ giành được FIFA Confederations Cup 2013 và về thứ tư tại FIFA World Cup 2014, cả hai giải đấu đều diễn ra trên sân nhà.

## Sự nghiệp câu lạc bộ

### Sự nghiệp ban đầu
Sinh ra ở Pindamonhangaba , São Paulo , Luiz Gustavo bắt đầu sự nghiệp chuyên nghiệp của mình tại Corinthians Alagoano . Vào tháng 8 năm 2007, anh được cho mượn cho câu lạc bộ 1899 Hoffenheim của Đức , khi đó thuộc về 2 Bundesliga .  Vào ngày 1 tháng 4 năm 2008, Hoffenheim ký hợp đồng vĩnh viễn với Luiz Gustavo.  Anh ấy đã chơi hai mùa giải rưỡi Bundesliga cho câu lạc bộ.

### Bayern Munich
Vào ngày 3 tháng 1 năm 2011, Luiz Gustavo đã được ký hợp đồng với Bayern Munich. Phí chuyển nhượng dao động từ 15–20 triệu €, tùy thuộc vào các nguồn khác nhau. Mười hai ngày sau, anh có trận ra mắt câu lạc bộ xứ Bavaria, vào sân thay người ở hiệp hai trong trận hòa 1-1 với VfL Wolfsburg trên sân khách . Anh ghi bàn thắng đầu tiên cho câu lạc bộ vào ngày 26 tháng 2, bàn gỡ hòa trong trận thua 1-3 trên sân nhà trước Borussia Dortmund, bằng cú vô lê trong đường chuyền của Franck Ribéry. 
Trong mùa giải đầu tiên tại Bayern, anh đã chơi tổng cộng 46 trận, trong đó Bayern về nhì ở cả ba giải đấu mà họ tranh chấp. Bàn thắng duy nhất của anh ấy đến vào ngày 13 tháng 8, một pha lập công mang về chiến thắng trong một trận đấu trên sân khách trước VfL Wolfsburg. Vào ngày 12 tháng 5 năm 2012, Luiz Gustavo được chọn đá chính ở trung tâm hàng tiền vệ trong trận Chung kết DFB-Pokal, nhưng anh đã bị thay ra ở hiệp một cho Thomas Müller khi Bayern bị Dortmund đánh bại 5–2. Anh ấy đã bỏ lỡ thất bại của họ một tuần sau đó trong trận chung kết Champions League, khi anh ấy được đặt trong trận lượt về trong chiến thắng bán kết của họ trước Real Madrid. 
Luiz Gustavo bắt đầu mùa giải 2012–13 bằng việc góp mặt trong chiến thắng 2-1 của Bayern trước Borussia Dortmund tại DFL-Supercup vào ngày 12 tháng 8. Anh ấy đã ghi bốn bàn trong 22 trận đấu khi họ giành chức vô địch giải đấu. Vào ngày 25 tháng 5 năm 2013, Luiz Gustavo xuất hiện với tư cách là người thay thế thêm cho Franck Ribéry khi Bayern đánh bại Borussia Dortmund 2-1 trong trận chung kết Champions League tại Sân vận động Wembley .

### VfL Wolfsburg
Vào ngày 16 tháng 8 năm 2013, có thông tin cho rằng Luiz Gustavo đã ký hợp đồng với VfL Wolfsburg với số tiền không xác định, trong một hợp đồng sẽ ràng buộc anh ta với câu lạc bộ đến năm 2018.  Anh ấy ra mắt vào ngày hôm sau, bắt đầu với tỷ số 4–0 trận thắng trước Schalke 04 tại Volkswagen Arena. Một tuần sau, trong lần xuất hiện tiếp theo, anh ta bị đuổi khỏi sân vì hai lần đặt chỗ khi đội của anh ta thua 0–2 tại Mainz 05, và anh ta cũng bị đuổi khi trở lại vào ngày 14 tháng 9 trong trận thua 1-3. tại Bayer Leverkusen. Anh ấy ghi 4 bàn sau 29 trận đấu khi Wolfsburg đứng thứ năm để tự động đủ điều kiện cho vòng bảng của UEFA Europa League mùa giải tiếp theo, nhận thẻ đỏ thứ ba vào ngày 19 tháng 4 năm 2014 trong chiến thắng 3-1 trước đối thủ Hamburger SV. 
Luiz Gustavo ghi bốn bàn trong năm trận khi Wolfsburg giành DFB -Pokal trong mùa giải thứ hai, bắt đầu bằng một cú đúp trong chiến thắng 4–1 trước 1. FC Heidenheim ở vòng hai vào ngày 29 tháng 10 năm 2014, và tiếp tục với một bàn thắng trong chiến thắng 4–0 của họ trước Arminia Bielefeld trong trận bán kết vào ngày 29 tháng 4 năm 2015. Vào ngày 30 tháng 5, anh ghi bàn từ một cú sút dội cột của đồng hương Naldo để gỡ hòa trong trận chung kết với Borussia Dortmund, với chiến thắng chung cuộc 3–1 cho danh dự cúp đầu tiên của họ. 
Vào ngày 29 tháng 4 năm 2017, Luiz Gustavo đã bị đuổi khỏi sân lần thứ tám trong sự nghiệp trong trận thua 6–0 trước câu lạc bộ cũ của anh ấy là Bayern Munich, khi anh ấy bị buộc bởi Jens Nowotny vì nhiều thẻ đỏ nhất trong lịch sử Bundesliga. Trọng tài Felix Zwayer đuổi Gustavo ở phút 78 sau khi anh rút thẻ vàng thứ hai vì phạm lỗi với Renato Sanches. Gustavo đã phải chịu sự kiềm chế của đồng đội khi anh mỉa mai trọng tài và không chịu rời sân.

### Olympique de Marseille

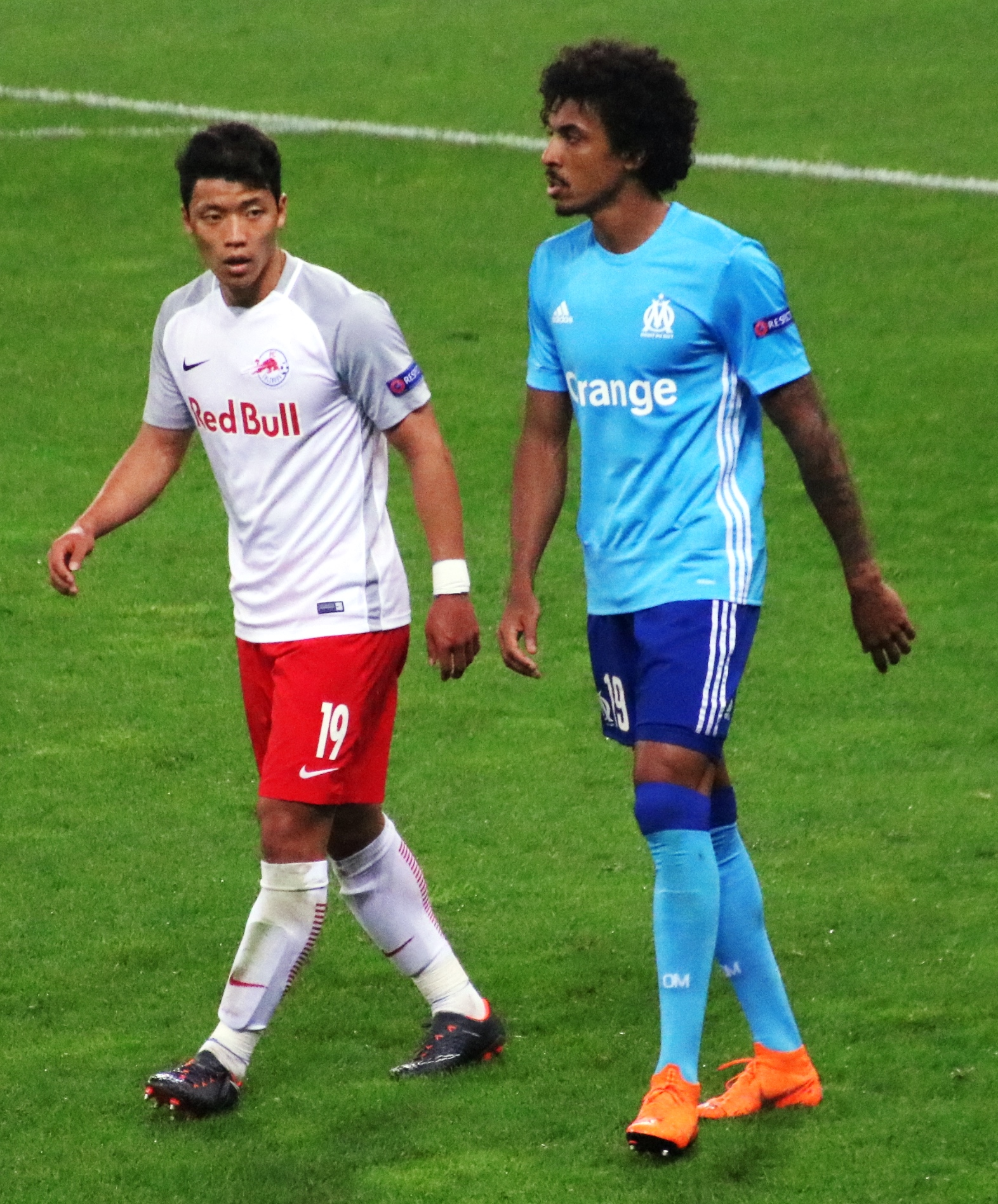
Luiz Gustavo và Hwang Hee-chan của Salzburg trong trận bán kết Europa League, tháng 5 năm 2018.

Vào ngày 4 tháng 7 năm 2017, Luiz Gustavo kết thúc sự nghiệp kéo dài một thập kỷ của mình ở bóng đá Đức, ký hợp đồng với Olympique de Marseille của Pháp với mức phí 8 triệu euro. Anh ấy đồng ý một hợp đồng bốn năm với mức lương hàng tháng kỷ lục của câu lạc bộ là € 750,000. Anh có trận ra mắt 23 ngày sau đó trong chiến thắng 4–2 trên sân nhà trước KV Oostende của Bỉ ở lượt trận thứ ba vòng loại Europa League. 
Anh có trận ra mắt tại Ligue 1 vào ngày 6 tháng 8, bắt đầu từ chiến thắng 3–0 trên sân nhà trước Dijon trong trận đấu đầu tiên của mùa giải mới, đóng góp vào bàn thắng đầu tiên của Clinton N'Jie. Vào ngày 1 tháng 10, anh ghi bàn thắng đầu tiên để kết thúc chiến thắng 4–2 trước Nice, nhưng sau đó bị đuổi khỏi sân vì một thử thách quá cao với Pierre Lees-Melou. Trong lần trở lại ba tuần sau, anh lại ghi bàn từ cự ly hơn 30 mét để mở tỉ số trong trận hòa 2–2 với đối thủ Paris Saint-Germain ở Le Classique, một lần nữa tại Stade Vélodrome. 
Luiz Gustavo đã từng có mặt tại UEFA Europa League 2017–18, chơi tất cả 19 trận đấu của Marseille khi họ vào đến trận chung kết, để thua 3–0 trước Atlético Madrid tại Lyon. Anh đã có 56 lần ra sân chính thức trong mùa giải đầu tiên ở Pháp, khiến anh trở thành cầu thủ được HLV Rudi Garcia lựa chọn nhiều nhất năm đó. Anh được xướng tên trong đội bóng của năm tại Ligue 1 tại giải bóng đá Trophées UNFP du football. 

### Fenerbahçe
Vào ngày 2 tháng 9 năm 2019, Luiz Gustavo đã ký hợp đồng 4 năm với câu lạc bộ Thổ Nhĩ Kỳ Fenerbahçe. Anh có trận ra mắt vào ngày 16 tháng 9 trong trận thua 3–1 trên sân khách trước Alanyaspor. Anh ghi bàn thắng đầu tiên cho câu lạc bộ vào ngày 26 tháng 10, trong chiến thắng 5–1 trên sân nhà trước Konyaspor.
Trong mùa giải đầu tiên tại Fenerbahçe, anh đã thi đấu 32 trận và ghi được 3 bàn thắng với 1 đường kiến tạo. Trong mùa giải thứ hai , anh được bầu là một trong những đội phó của Fenerbahçe. Vào ngày 18 tháng 10 năm 2020, anh ấy đội trưởng Fenerbahçe lần đầu tiên trong chiến thắng 3–2 trên sân khách trước Göztepe. Gustavo ghi bàn thắng đầu tiên trong mùa giải trong chiến thắng 4–1 trên sân nhà của Fenerbahçe trước İstanbul Başakşehir vào ngày 23 tháng 12.

## Sự nghiệp quốc tế

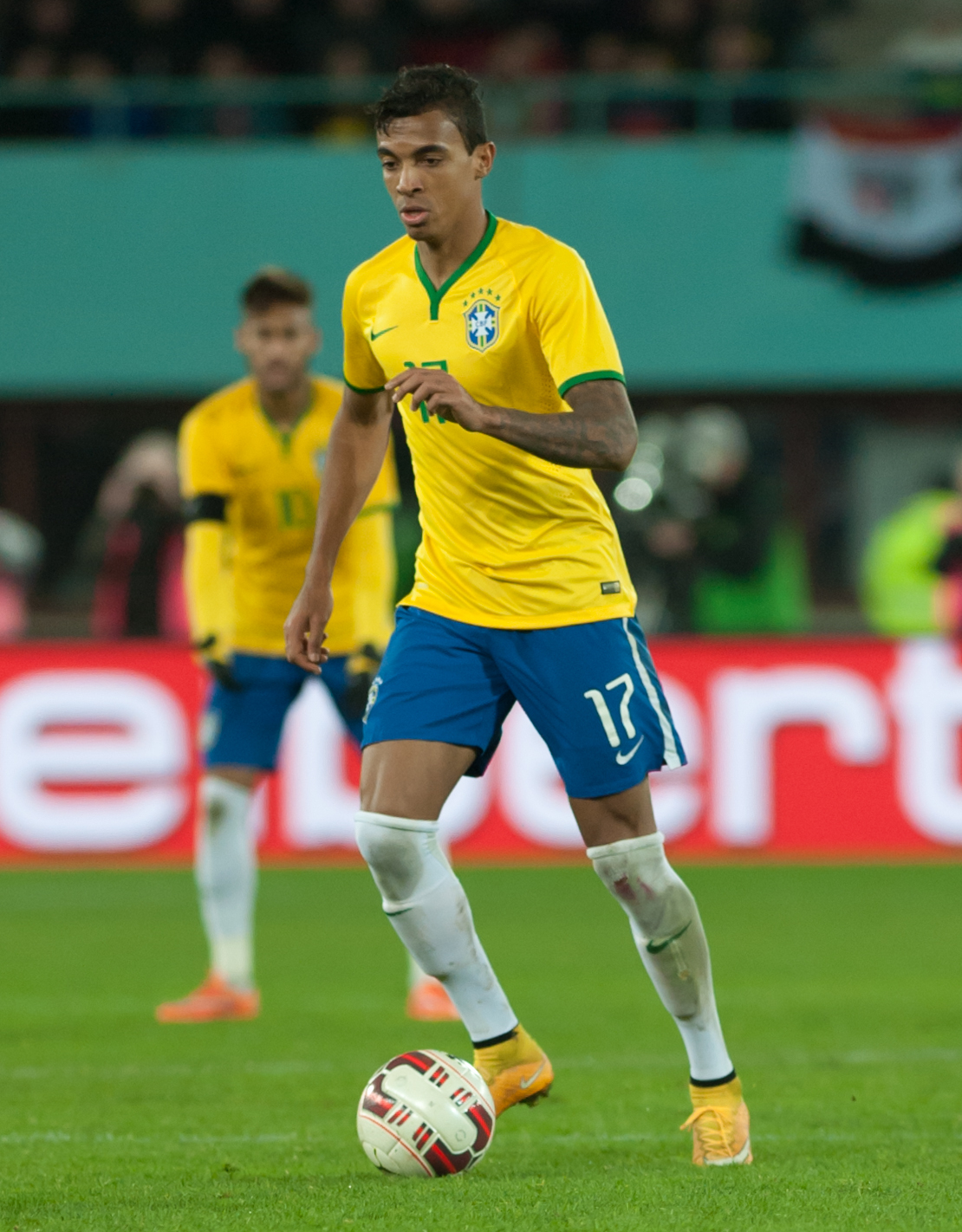
Luiz Gustavo chơi cho Brasil, trong trận giao hữu với Áo năm 2014.

Luiz Gustavo có trận ra mắt đội tuyển Brasil vào ngày 10 tháng 8 năm 2011, vào sân thay người ở hiệp hai trong một trận giao hữu với Đức. 
Anh là thành viên trong đội 23 người của Luiz Felipe Scolari cho FIFA Confederations Cup 2013 trên sân nhà, và chơi trọn vẹn 90 phút khi Brazil đánh bại nhà vô địch thế giới Tây Ban Nha với tỷ số 3–0 trong trận chung kết tại Estádio do Maracanã vào ngày 30 tháng 6. Anh ghi bàn thắng đầu tiên cho Brasil trong trận giao hữu với Australia vào ngày 7 tháng 9, cuối năm đó.
Trong FIFA World Cup 2014 trên sân nhà, và thi đấu trọn vẹn từng phút cho đến thời điểm đó, anh đã bị treo giò trong trận tứ kết với Colombia do nhận thẻ vàng. Anh ấy trở lại đội hình xuất phát thứ mười một trong hai trận đấu tiếp theo khi đội về thứ tư.
Luiz Gustavo ban đầu được gọi vào đội tuyển của Dunga cho Copa América 2015 ở Chile, nhưng đã rút lui vì chấn thương đầu gối cần phải phẫu thuật,  và được thay thế bằng Fred.

## Đời tư
Luiz Gustavo là một tín đồ Công giáo sùng đạo, nhận xét rằng anh "đọc Kinh thánh rất nhiều và cầu nguyện hai lần một ngày". Anh đính hôn với bạn gái Milene vào ngày 25 tháng 12 năm 2010, trong khi đi nghỉ ở Brazil. Anh cho rằng mẹ là nguồn cảm hứng lớn cho anh vì ước mơ của bà rằng một ngày nào đó anh sẽ thành công với tư cách là một cầu thủ, trước khi bà qua đời khi anh mới 16 tuổi.

## Thống kê sự nghiệp

### Câu lạc bộ
Tính đến 13 tháng 12 năm 2021
| Câu lạc bộ          | Câu lạc bộ          | Giải đấu            | Giải đấu | Giải đấu | Cúp quốc gia | Cúp quốc gia | Cúp liên đoàn | Cúp liên đoàn | Châu lục | Châu lục | Khác | Khác | Tổng cộng | Tổng cộng |
| Câu lạc bộ          | Mùa giải            | Giải đấu            | Trận     | Bàn      | Trận         | Bàn          | Trận          | Bàn           | Trận     | Bàn      | Trận | Bàn  | Trận      | Bàn       |
| ------------------- | ------------------- | ------------------- | -------- | -------- | ------------ | ------------ | ------------- | ------------- | -------- | -------- | ---- | ---- | --------- | --------- |
| 1899 Hoffenheim     | 2007–08             | 2. Bundesliga       | 27       | 0        | 3            | 0            | —             | —             | —        | —        | —    | —    | 30        | 0         |
| 1899 Hoffenheim     | 2008–09             | Bundesliga          | 28       | 0        | 1            | 0            | —             | —             | —        | —        | —    | —    | 29        | 0         |
| 1899 Hoffenheim     | 2009–10             | Bundesliga          | 27       | 0        | 3            | 0            | —             | —             | —        | —        | —    | —    | 30        | 0         |
| 1899 Hoffenheim     | 2010–11             | Bundesliga          | 17       | 2        | 3            | 0            | —             | —             | —        | —        | —    | —    | 20        | 2         |
| 1899 Hoffenheim     | Tổng cộng           | Tổng cộng           | 99       | 2        | 10           | 0            | —             | —             | —        | —        | —    | —    | 109       | 2         |
| Bayern Munich       | 2010–11             | Bundesliga          | 14       | 1        | 2            | 0            | —             | —             | 2        | 0        | 0    | 0    | 18        | 1         |
| Bayern Munich       | 2011–12             | Bundesliga          | 28       | 1        | 6            | 0            | —             | —             | 12       | 0        | —    | —    | 46        | 1         |
| Bayern Munich       | 2012–13             | Bundesliga          | 22       | 4        | 3            | 0            | —             | —             | 10       | 0        | 1    | 0    | 36        | 4         |
| Bayern Munich       | Tổng cộng           | Tổng cộng           | 64       | 6        | 11           | 0            | —             | —             | 24       | 0        | 1    | 0    | 100       | 6         |
| Wolfsburg           | 2013–14             | Bundesliga          | 29       | 4        | 4            | 0            | —             | —             | —        | —        | —    | —    | 33        | 4         |
| Wolfsburg           | 2014–15             | Bundesliga          | 31       | 2        | 5            | 4            | —             | —             | 11       | 1        | —    | —    | 47        | 7         |
| Wolfsburg           | 2015–16             | Bundesliga          | 22       | 1        | 1            | 0            | —             | —             | 7        | 0        | 0    | 0    | 30        | 1         |
| Wolfsburg           | 2016–17             | Bundesliga          | 27       | 0        | 3            | 0            | —             | —             | —        | —        | 2    | 0    | 32        | 0         |
| Wolfsburg           | Tổng cộng           | Tổng cộng           | 109      | 7        | 13           | 4            | —             | —             | 18       | 1        | 2    | 0    | 142       | 12        |
| Marseille           | 2017–18             | Ligue 1             | 34       | 5        | 3            | 1            | 1             | 0             | 19       | 0        | —    | —    | 57        | 6         |
| Marseille           | 2018–19             | Ligue 1             | 30       | 2        | 1            | 0            | 1             | 1             | 6        | 1        | —    | —    | 38        | 4         |
| Marseille           | 2019–20             | Ligue 1             | 3        | 0        | 0            | 0            | 0             | 0             | —        | —        | —    | —    | 3         | 0         |
| Marseille           | Tổng cộng           | Tổng cộng           | 67       | 7        | 4            | 1            | 2             | 1             | 25       | 1        | —    | —    | 98        | 10        |
| Fenerbahçe          | 2019–20             | Süper Lig           | 28       | 3        | 4            | 0            | —             | —             | —        | —        | —    | —    | 32        | 3         |
| Fenerbahçe          | 2020–21             | Süper Lig           | 34       | 1        | 3            | 0            | —             | —             | —        | —        | —    | —    | 37        | 1         |
| Fenerbahçe          | 2021–22             | Süper Lig           | 13       | 1        | 0            | 0            | —             | —             | 6        | 0        | —    | —    | 19        | 1         |
| Fenerbahçe          | Tổng cộng           | Tổng cộng           | 75       | 5        | 7            | 0            | —             | —             | 6        | 0        | —    | —    | 88        | 5         |
| Tổng cộng sự nghiệp | Tổng cộng sự nghiệp | Tổng cộng sự nghiệp | 415      | 26       | 46           | 5            | 2             | 1             | 73       | 2        | 3    | 0    | 527       | 35        |

### Quốc tế
| Brasil    | Brasil | Brasil |
| Năm       | Trận   | Bàn    |
| --------- | ------ | ------ |
| 2011      | 2      | 0      |
| 2012      | 0      | 0      |
| 2013      | 14     | 1      |
| 2014      | 15     | 0      |
| 2015      | 7      | 1      |
| 2016      | 3      | 0      |
| Tổng cộng | 41     | 2      |

#### Bàn thắng quốc tế
| #  | Ngày                | Địa điểm                                      | Đối thủ | Bàn thắng | Kết quả | Giải đấu |
| -- | ------------------- | --------------------------------------------- | ------- | --------- | ------- | -------- |
| 1. | 7 tháng 9 năm 2013  | Sân vận động Mané Garrincha, Brasília, Brasil | Úc      | 1–0       | 6–0     | Giao hữu |
| 2. | 26 tháng 3 năm 2015 | Stade de France, Saint-Denis, Pháp            | Pháp    | 3–1       | 3–1     | Giao hữu |

## Danh hiệu

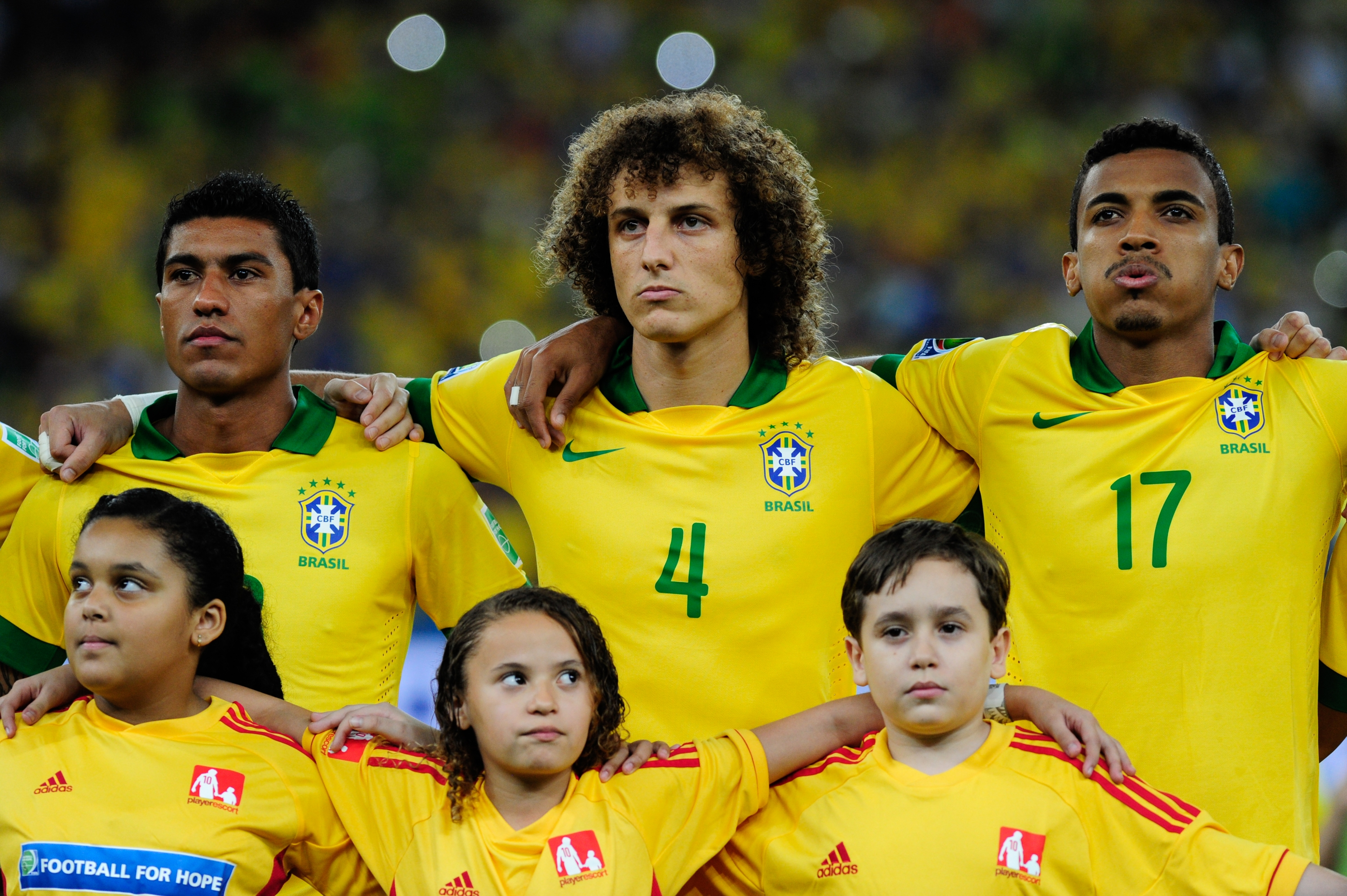
Paulinho, David Luiz và Luiz Gustavo của Brasil xếp hàng trước trận Chung kết FIFA Confederations Cup 2013, giải đấu họ đã giành chức vô địch.

### Câu lạc bộ

#### Bayern Munich
- Bundesliga: 2012–13
- DFB-Pokal: 2012–13
- DFL-Supercup: 2012
- UEFA Champions League: 2012–13

#### VfL Wolfsburg
- DFB-Pokal: 2014–15
- DFL-Supercup: 2015

#### Marseille
- Á quân UEFA Europa League: 2017–18

### Al Nassr
- Arab Club Champions Cup: 2023-24

### Quốc tế
- FIFA Confederations Cup: 2013

### Cá nhân
- Đội hình tiêu biểu của UEFA Europa League mùa giải: 2017–18
- Đội hình xuất sắc nhất năm của Ligue 1: 2017–18